# Le Pot-au-feu
Pour les articles homonymes, voir Pot-au-feu.
Le Pot-au-feu : journal de cuisine pratique et d'économie domestique, appelé plus tard Le pot-au-feu et les Bonnes recettes réunies (1929-1956), était un magazine de cuisine bi-hebdomadaire au format in-quarto publié à Paris de 1893 à 1956, et s'adressant principalement aux ménagères bourgeoises. Son éditeur était Saint-Ange Ébrard.
Dans les premières années, chaque numéro commençait par une leçon de cuisine rédigée par un chef professionnel. Il pouvait également contenir des recettes, des menus et de courts articles. Marie, la femme d'Ébrard, écrivait également une chronique sous le pseudonyme de « la vieille Catherine ».
De nombreuses recettes publiées dans Le Pot-au-feu ont été rassemblées dans le livre de Marie Ébrard, Le Livre de cuisine de Mme E. Saint-Ange,.